# عباس‌آباد (سیدان)
عباس‌آباد یک روستا در ایران است که در بخش سیدان شهرستان مرودشت در استان فارس واقع شده‌است. عباس‌آباد ۶۰۲ نفر جمعیت دارد.